# Iced Earth (album)
Iced Earth è l'album di debutto della band power metal Iced Earth. Il disco fu pubblicato nel novembre 1990 in tutto il mondo eccetto in Nord America, dove fu distribuito all'inizio del 1991. Il disco presenta tre differenti cover: una della versione euro/giapponese, una per la versione americana, una per la versione rimasterizzata.

## Tracce
1. Iced Earth – 5:23 (Schaffer)
2. Written on the Walls – 6:07 (Abell/Adam/Schaffer/Shawver)
3. Colors – 4:54 (Schaffer/Shawver)
4. Curse the Sky – 4:44 (Schaffer/Shawver)
5. Life and Death – 6:04 (Schaffer/Shawver)
6. Solitude (Instrumental) – 1:44 (Schaffer/Shawver)
7. The Funeral – 6:16 (Schaffer/Shawver)
8. When the Night Falls – 9:01 (Schaffer)

## Formazione
- Gene Adam – voce
- Jon Schaffer – chitarra
- Randall Shawver – chitarra
- Dave Abell – basso
- Mike McGill – batteria